# شت آب (كرتون)
إخرس! رسوم متحركة (بالإنجليزية: Shut Up! Cartoons) ، هي قناة على يوتيوب ، والذي أنتجه المشروع كل من أنتوني باديلا وإيان هيكوسس، وهذان الشخصان هما من أنتج سموش للمقاطع الساخرة، وشت آب كارتونز هي عبارة عن مقاطع من الفيديو لرسوم متحركة، تقدم بشكل كوميدي وساخر .

## وصلات خارجية
- إخرس! رسوم متحركة على اليوتيوب